# Zugot

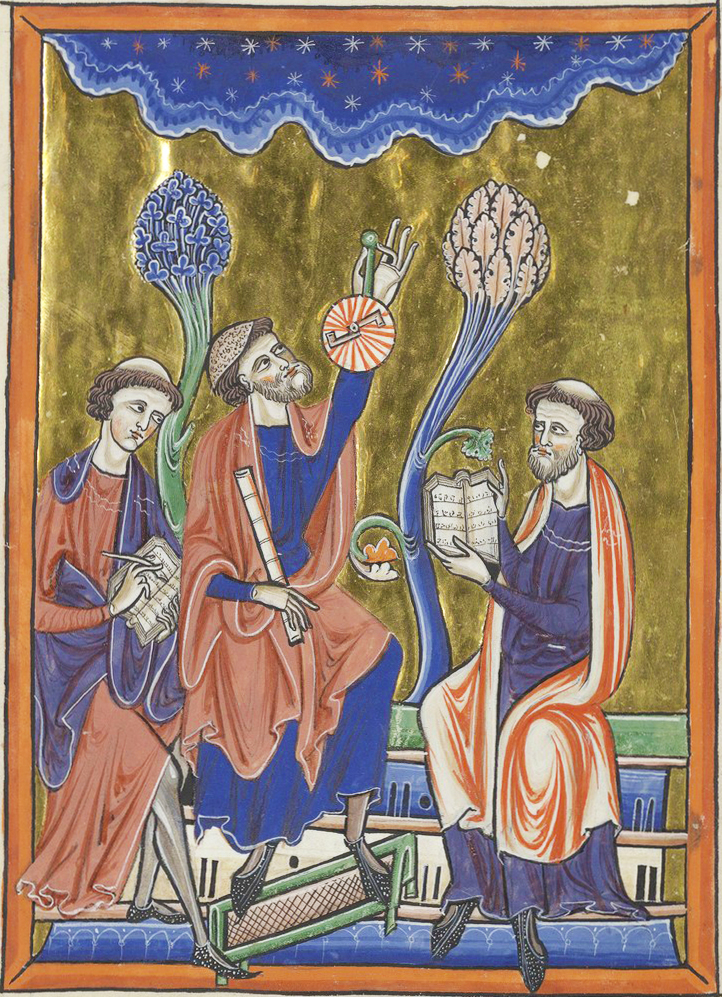
Una escena de Ibn Ezra practicando astrología con manuscritos árabes sostenidos por los hombres que lo flanquean a cada lado.

Zugot Hebreo (תְּקוּפָת) הַזּוּגוֹת)) se refiere al período en el cual el liderazgo espiritual del pueblo judío estuvo en manos de "pares" de grandes rabinos. 

## Origen del Nombre
En hebreo, el término "zugot" indica el plural de dos objetos idénticos, (como en castellano par de medias o par de guantes). Este nombre fue dado a las sucesivos "pares" de rabinos que fueron guías en la interpretación de la Ley en su generación. De acuerdo a la tradición, uno era el presidente (Nasí) del Sanedrín, y el otro el vicepresidente o "Padre de la corte" (av beit din).
Específicamente se refiere a cinco pares de sabios que dirigieron el gran Sanedrín (Beit Din HaGadol) desde aprox. 150 a. C. cuando el segundo estado de Judea fue establecido como estado independiente, hasta el fin del mandato como Nasí de Hillel (el anciano)( aprox. año 1 d. C.).
Luego los cargos de presidente y vicepresidente se mantuvieron, pero no fueron Zugot. Con el ascenso de estado judío independiente bajo la dinastía de los Asmoneos, se fortaleció el rol de los tribunales, desplazando las figuras de los sacerdotes hacia la de los maestros en la ley, los rabinos. El Sumo Sacerdote (Koen Gadol) pasó de ser la máxima autoridad legal y espiritual a una figura que encabezaba los servicios del templo pero que estaba subordinada al gran Sanedrín. Este cesó de existir luego de la destrucción del segundo templo en el 70 d. C.

## Trasfondo Histórico
El título de av beit din existía antes del período de los Zugot. Su propósito era supervisar el Sanedrín. El cargo de Nasí (presidente) fue una nueva institución que se inició durante este período.
Durante la primera generación de Zugot, los judíos que apoyaban al sector griego en Israel tomaron control sobre la institución del Koen Gadol, y nombraron sus simpatizantes en este cargo. Esto llevó a los líderes religiosos a elegir un Nasí, para proveer una alternativa a la creciente corrupción de la casta sacerdotal. Esta fue la base del posterior enfrentamiento entre Saduceos y Fariseos.

## Lista de Zugot
Hubo cinco pares :
1. Jose ben Joezer y Jose ben Yohanan durante las guerras macabeas.
2. Joshua ben Perachyah y Nittai de Arbela durante el reinado de Juan Hircano I.
3. Judah ben Tabbai y Simeon ben Shetach durante el reinado de Alejandro Janneo.
4. Sh'maya y Abtalion durante el reinado de Hircano II.
5. Hilel y Shamai durante el reinado de Herodes el grande.